# Rédito
Rédito é o influxo bruto de benefícios económicos durante o período proveniente do curso das actividades ordinárias de uma empresa quando esses influxos resultarem em aumentos do capital próprio, desde que não sejam aumentos relacionados com contribuições de participantes no capital próprio.